# Кунигунда фон Хенеберг
Кунигунда фон Хенеберг (на немски: Kunigunde von Henneberg; * пр. 1223; † 1257) от Дом Хенеберг, е графиня от Графство Хенеберг и чрез женитба графиня на Хоенлое-Уфенхайм.

## Произход
Тя е дъщеря на граф Попо VII фон Хенеберг († 1245), бургграф на Вюрцбург, и втората му съпруга Юта Клариция фон Тюрингия († 1235), вдовица на маркграф Дитрих от Майсен († 1221), дъщеря на ландграф Херман I от Тюрингия и София фон Зомершенбург. Сестра е на Бертхолд I фон Хенеберг (IV) († 1312), епископ на Вюрцбург (1267 – 1274) и Майнц (1307 – 1312).

## Фамилия
Кунигунда фон Хенеберг се омъжва пр. май 1240 г. за граф Албрехт I фон Хоенлое-Уфенхайм († ок. 1269), най-големият син на граф Готфрид I фон Хоенлое-Романя († 1255) и съпругата му Рихица фон Краутхайм († 1262). Те имат децата:
- Агнес († 1319), омъжена за бургграф Конрад II фон Нюрнберг († 1314), син на бургграф Конрад I фон Нюрнберг (Хоенцолерн)
- Готфрид II († 1290), граф на Хоенлое-Уфенхайм-Ентзе, женен пр. 13 март 1285 г. за Елизабет фон Цолерн-Нюрнберг († 1288), дъщеря на бургграф Фридрих III фон Нюрнберг

Албрехт I се жени втори път сл. 1257 г. за Уделхилд фон Берг-Шелклинген († сл. 1271).